# Gabriel Brun
Pour les articles homonymes, voir Brun.
Pour le peintre, voir Gabriel Brun-Buisson.
Gabriel Brun est un écrivain et poète français d'expression provençale né en 1951.

## Biographie
Né le 30 juin 1951 à Aimargues, Gabriel Gilbert Brun est issu d'une famille qui s'exprime en provençal rhodanien dans la vie quotidienne,. Il est le fils de Marcelle Brun (d) et de Georges Brun (d), gardian à la manade Granon et conseiller municipal de la commune de 1953 à 1963.
Après avoir quitté l'école à quatorze ans, il choisit le métier de boucher en 1965, avant de devenir cadre en 1969. Il prend sa retraite en 2007.
C'est en 2001 qu'il commence à écrire, dans le cadre d'un cours de provençal du nouveau Cercle langue d'oc du canton d'Aigues-Mortes, animé par Éliane Laporte (d). Il prend la présidence du Cercle en 2009, écrit dans son bulletin, La Pounchudo, crée les cafés provençaux mensuels, monte le festival annuel du film d’oc, et anime un temps sur Delta FM l'émission Li Gènt d’eici. Enfin, il reprend le cours de Laporte, qui dure trois heures par semaine, et enseigne aussi à Saint-Gilles dans le cadre de l'école félibréenne La Saint-Gilloise.
Devenu gardian à son tour, il est assesseur de la Nation gardiane et membre honoraire de la Confrérie des gardians jusqu'en 2021. Mainteneur du Félibrige en 2004, il devient sous-syndic du Gard en 2008, maître d'œuvre en 2010, syndic de la maintenance du Languedoc en 2013, puis assesseur auprès du capoulié pour la même maintenance en 2021. Après avoir organisé la Sainte-Estelle à Aigues-Mortes en 2014, il est élu majoral l'année suivante,, succédant à Francis Mouret à la tête de la cigale de la Patrie.
Auteur de plusieurs ouvrages, il a également écrit le scénario de trois courts-métrages (Souveni d'enfanço [Souvenirs d'enfance], La Gaso [La Gase] e La Fiero d'Aigo-Morto [La Fête d'Aigues-Mortes]), ainsi que de deux spectacles équestres.

### Vie personnelle
Marié, il a deux fils.

## Œuvres
- Moun pantai [Mon rêve] (préf. Louis d'Andecy), Aigues-Mortes, chez l'auteur, 2008, 131 p. (SUDOC 127939008)  — recueil de textes en provençal avec la traduction française en regard.
- Lesco de vido : la fermo dóu Pichot Berci [Tranches de vie : la ferme du Petit-Bercy] (préf. Marie-Noëlle Dupuis (d), chez l'auteur, 2009, 126 p. (SUDOC 134011112).
- Pèr la fe di biòu e l'amour de la lengo [Pour la passion des taureaux et l'amour de la langue] (préf. Louis d'Andecy), chez l'auteur, 2010, 116 p.  (ISBN 978-2-9533818-2-5)[13].
- Dicho e raconte [Discours et récits] (préf. Jean Mathieu (d), chez l'auteur, 2012, 120 p.  (ISBN 978-2-9533818-3-2)
- Trad. de Guy Dagnac, Lis aneidoto pagnoulesco camarguenco de Bil la Lèi [Les Anecdotes pagnolesques et camarguaises de Bill la loi], Nîmes, Nombre 7, 2013, 83 p. (SUDOC 182236277).
- Laus de Francés Mouret [Éloge de Francis Mouret], Aix-en-Provence, Félibrige, 2016, 15 p. (lire en ligne).